# Ferruccio Pelli
Ferruccio Pelli (Lugano, 16 aprile 1916 – 4 novembre 1995) è stato un avvocato, notaio e politico svizzero.

## Biografia
Ferruccio Pelli, dottore in diritto, originario malcantonese di una famiglia di artisti e costruttori, con attinenza in  Aranno e casa di famiglia a Pura, trascorre la sua giovinezza a Lugano, dove si forma nella scuola dell’obbligo e poi al Liceo cantonale. Studia diritto all’Università di Berna. Dopo una giovinezza che lo ha visto protagonista nel movimento scout, negli anni della seconda guerra mondiale (1939 – 1944) è attivo quale ufficiale nell’esercito svizzero, nel quale fa poi carriera fino a raggiungere quale ufficiale di milizia il comando della Brigata di frontiera 9.
Divenuto avvocato e notaio è attivo a Lugano. Membro fondatore nel 1950 della sezione di Lugano del Lions Club International, diviene governatore per tutta la Svizzera nell’anno 1959/1960. Nel 1954 entra a far parte del Municipio della Città, della quale diviene poi sindaco, succedendo nel 1968 al suo omonimo Paride Pelli, improvvisamente deceduto.
Resterà in carica fino al 1984. Fu anche membro per due legislature del Gran Consiglio del Canton Ticino e presidente del quotidiano luganese di matrice liberale radicale Gazzetta Ticinese. Quale politico luganese fu anche all’origine della realizzazione del nuovo ospedale civico e della creazione della Verzasca SA, ditta idroelettrica a partecipazione mista Cantone (1/2) e Città di Lugano (2/3) che costruirà e poi gestirà la diga della Verzasca, assumendo la carica di presidente del consiglio di amministrazione. Sotto il suo sindacato si realizzò la prima fusione comunale di Lugano con gli allora comuni di Castagnola e Brè. Per quasi due decenni ha presieduto il consiglio di amministrazione della Banca dello stato del Canton Ticino.